# Alexandr Ivanovič Osterman-Tolstoj
Alexandr Ivanovič Osterman-Tolstoj (rusky Александр Иванович Остерман-Толстой, 2. srpna 1772 – 12. února 1857 Le Petit-Saconnex) byl ruský šlechtic, generál a hrdina, který se proslavil za napoleonských válek a v rusko-turecké válce.

## Život
Kníže Alexandr Ivanovič Osterman-Tolstoj byl synem generála Ivana Matvějeviče Tolstého (1746–1808) a jeho ženy Agrafěny Iljiničny, rozené Bibikové.
Do vojenské školy byl zapsán již jako desetiletý chlapec, ve čtrnácti letech již byl členem proslulého Preobraženského pluku a měl vojenskou hodnost praporčíka. Do činné vojenské služby vstoupil v období šesté rusko-turecké války v letech 1787–1791. V roce 1796 carevna Kateřina II. povolila, aby mu jeho dva bezdětní prastrýcové, Fjodor a Ivan Ostermanové, bratři jeho babičky z otcovy strany, předali rodové příjmení a knížecí titul.
Ve vojenské kariéře Osterman rychle stoupal, vyznačoval se odvahou, rychlostí a promyšlenou strategií boje. Již roku 1798 dosáhl hodnosti generálmajora a roku 1805 byl za zásluhy povýšen na generálporučíka. V bojích proti Napoleonovi se v prosinci 1806 bil u Golymina před Varšavou a byl poprvé raněn do nohy v únoru 1807 v bitvě u Jílového, kde bojoval pod velením generála Bagrationa. Zde zabránil prolomení ruské bitevní sestavy, stlačené téměř do pravého úhlu. Po krátké pauze znovu převzal velení pěší divize r.1812, kdy se bil v ústupových bitvách u Ostrovna a Smolenska, dále u Borodina a za Kutuzovovy protiofenzívy; to už vedl 4. sbor. Podruhé byl zraněn v dubnu 1813 v bitvě u Budyšína, kulkou do pravého ramene, ale po léčbě v Praze pokračoval v čele svého vojska, poté mu ještě 29. srpna 1813 v bitvě u Chlumce (nedaleko Ústí nad Labem) dělová koule rozbila levou paži, kterou mu nadvakrát amputoval český chirurg Kuklovský. Za to byl vyznamenán rakouským Řádem Marie Terezie II. stupně a stal se pobočníkem cara Alexandra I. Za další vojenské zásluhy a hrdinství byl vyznamenán celkem 12 vojenskými řády.
Účastnil se všech bitev ruské armády proti Napoleonovi v letech 1805–1814. Po skončení války se již do Ruska nevrátil. Roku 1815 byl krátce v diplomatické službě v Paříži. Roku 1817 jako generál velel infanterii. Ve službě zůstal do roku 1826, po smrti cara Alexandra I. byl penzionován a začal cestovat po Evropě a blízkém Východě ve společnosti pedagoga, orientalisty a bavorského veterána Jakuba Filipa Fallmerayera.
Roku 1831 se stal vojenským konzultantem Ibrahima paši v Egyptě a zúčastnil se akcí proti Turkům.
Do Ruska se nevrátil z důvodů represí v době pronásledování děkabristů. Pohyboval se hlavně mezi Itálií a Švýcarskem. Miloval dobrodružství, akce, žerty a podle současníků byl nezapomenutelnou originální osobností. Roku 1799 se oženil s princeznou Jelizavetou Alexejevnou Golicynovou (1779–1853), jednou z nejbohatších nevěst tehdejšího Ruska. Manželství zůstalo bezdětné a Osterman žil nezávisle na manželce s milenkami. Přátelil se s diplomatem a básníkem Fjodorem Ťutčevem, který jej seznámil s jistou Italkou z Pisy, se kterou měl dva syny a dceru, provdal ji za svého podřízeného.
Osterman-Tolstoj se nakonec roku 1837 usadil ve Švýcarsku u Ženevského jezera v Le Petit-Saconnex, kde o dvacet let později zemřel a byl pohřbem. Již 5. května 1857 byly jeho ostatky vyzvednuty a převezeny do rodinné hrobky Ostermanů v Trojickém chrámu ve vesnici Krasnoje v Rjazaňské oblasti.
Manželka Jelizaveta se sužována mnoha nemocemi vrátila do Moskvy, kde žila v paláci Ostermanových a je pohřbena v Donském monastiru.